# سد چایلی
سد چایلی، سدی در حال ساخت از نوع خاکی با هسته رسی واقع در فاصله ۲۲ کیلومتری غرب شهر مراوه تپه استان گلستان است که بر روی رودخانه اترک داخلی قرار داد. ارتفاع این سد از پی ۵۸ متر، طول تاج آن ۶۴۴ متر و حجم کل مخزن آن ۴۴۵ میلیون مترمکعب است و می‌تواند سالانه ۲۲۸ میلیون متر مکعب آب را مدیریت و تنظیم کند.
مطالعات احداث سد خاکی چایلی از سال ۱۳۸۱ آغاز شد. عملیات اجرایی ساخت سد با وقفه طولانی درسال ۱۳۹۲ آغاز شد و تا سال ۱۴۰۲ به میزان ۱۹٪ پیشرفت فیزیکی داشت.
برای تأمین و ذخیره‌سازی آب شرب و کشاورزی برای شهرستان مراوه تپه در ابتدا در سال ۱۳۷۱ مطالعات ساخت سدی در پایین دست سد فعلی در محلی به اسم چات به صورت مشترک با کشور ترکمنستان در دست مطالعه قرار گرفت که در نهایت با عدم تمایل به همراهی دولت ترکمنستان بعد از چند سال مطالعه ساخت این سد به شکست انجامید. از سال ۱۳۸۱ برای مطالعات ساخت سد چایلی در بالادست محل قبلی و تنها بر روی شاخه داخلی رود اترک در نزدیکی روستای چایلی آغاز شد. دولت ترکمنستان نیز ساخت سدی به صورت مستقل بر روی اترکی خارجی (سومبار) در پیش گرفت. تخصیص آب طرح‌های حوضه آبریز رود اترک و سهم استان‌ها در جلسات کمیسیون تخصیص آب و تقسیم آب رود اترک بین ایران و ترکمنستان براساس پروتکل تقسیم آبی که بین دو کشور وجود دارد انجام و از طریق وزارت نیروی ایران بررسی و پیگیری می‌شود.
| کارفرما       | شرکت آب منطقه‌ای استان گلستان |
| مشاور کارفرما | شرکت مهندسین مشاور لار       |

## تاریخچه
از ۱۳۷۱ شرکت مهندسین مشاور گیپرود خوز مطالعات ساخت سدی تحت عنوان سد چات (اترک) را پایین دست سد چایلی فعلی در محل تلاقی شاخه‌های مختلف رود اترک در مرز مشترک با کشور ترکمنستان شروع کرد ولی این مطالعات به دلیل عدم مشارکت دولت ترکمنستان در مطالعات سد چات و عدم تحقق پیشرفت پیش‌بینی شده درسال ۱۳۸۱ متوقف گردید. لازم بود مطالعات و ساخت این سد با همکاری و موافقت دولت ترکمنستان انجام شود ولی در مذاکرات انجام شده، مسئولان دولت این کشور عدم آمادگی و تمایل خود برای همکاری جهت ساخت این سد چات (اترک) را ابراز کردند.
با بی‌نتیجه بودن طرح و مطالعات ساخت سد چات (اترک)، بالاجبار شرکت مهندس مشاور این طرح از سال ۱۳۸۱ مطالعات خویش را برای ساخت سدی تنها بر روی شاخته داخلی اترک در نزدیکی روستای چایلی در محلی در بالادست محل قبلی تا محدوده طرح خرتوت و نیز سرشاخه‌های این محدوده (آجی سو) ادامه داده.
مطالعات مرحله دوم و نهایی سد بین سال‌های ۱۳۸۸–۱۳۸۵ انجام شد. عملیات اجرایی آن (ساخت تونل انحراف) با وقفه پنج ساله درسال ۱۳۹۲ آغاز شد و تا سال ۱۴۰۲ تنها ۱۹٪ پیشرفت فیزیکی داشت.
در سال ۱۳۹۵ در بازدید مقامات کشوری از محل سد چایلی و همچنین محل تلاقی شاخه‌های مختلف رود اترک در مرز (نقطه چات) تصمیم گرفته شد با توجه به دبی بالای رودخانه اترک در این نقطه، به ویژه در سیلاب‌های فصلی، پیشنهاد ساخت سد دیگری (علاوه بر چایلی) به صورت مشترک با کشور ترکمنستان در نقطه چات داده شود که در صورت موافقت دولت ترکمنستان، مطالعات ساخت آن آغاز شود.
در دی ماه سال ۱۴۰۲ بعد از ۱۸ سال از اجرای طرح کوچ روستاهای واقع در دریاچه سد و ممنوع شدن ساخت و ساز جدید بالاخره عملیات اجرایی طرح جابجایی روستاهای واقع در دریاچه سد چایلی شروع شد که در این طرح ۱۰۰۰ واحد مسکونی جدید در زمینی ۴۰۰ هکتاری توسط بنیاد مسکن انقلاب اسلامی برای مردم این روستاها ساخته می‌شود.

## انتقال روستاهای واقع در مخزن سد
یکی از اقدامات مهم در فرایند ساخت و بهره‌برداری از سد چایلی جابجای ۶ روستای حاضر در کاسه سد با بیش از ۷۰۰ خانوار است. این روستاهای مرزی که حدود چهار هزار نفر جمعیت دارند، از سال ۱۳۸۴ با آغاز عملیات اجرایی ساخت سد چایلی، در طرح کوچ قرار داده شدند و قرار بود در ازای اختصاص زمین به محل اسکان جدید منتقل شوند ولی بعد از گذشت سالها نه تنها سدی ساخته نشد و کاری برای انتقال روستاها صورت نگرفت بلکه به دلیل تصویب طرح جابجایی روستاها، خدماتی مثل مجوز ساخت و ساز جدید و انشعابات آب و برق داده نشد.
مدیرکل بنیاد مسکن انقلاب اسلامی در دی ماه سال ۱۴۰۲ فرایند بیان کرد که برنامه‌ریزی برای جابجایی این ۶ روستا در قالب پنج گام تعریف شده است که شامل آماده‌سازی زمین ۴۰۰ هکتاری، ساخت مسکن در این زمین(ها)، در کام سوم تکمیل خدمات آب، برق و گاز و گام چهارم ایجاد تأسیسات روبنایی مانند مدرسه و مسجد در روستای جدید است. گام پنجم شامل جابه‌جایی ۶ روستای واقع در کاسه سد چایلی و انتقال اسناد مالکیت واحدهای مسکونی است.

## تأمین اعتبار طرح
هزینه مطالعات ساخت سد از سال ۱۳۷۱ به دلیل طولانی شدن تحقیقات و تغییر چند باره محل ساخت سد و شرکت‌های مشاور ساخت سد مشخص نیست. به دلیل تعویق ۳۰ سال ساخت سد هزینه عدم النفع ساخت این سد قابل توجه است. در سال ۱۳۹۳ هزینه اجرایی ساخت سد چایلی ۶۰۰ میلیارد تومان (هزینه عمرانی ساخت سد ۳٬۱۹۸ میلیارد ریال برآورد شده که قرار است از محل اعتبارات عمرانی دولت تأمین شود.

## مشخصات رودخانه
رودخانه اترک با مساحت تقریبی حوضه آبریز ۳۳۸۹۰ کیلومتر مربع از دو شاخه اصلی اترک داخلی و سومبار تشکیل می‌شود. شاخه اترک داخلی در خاک ایران جریان دارد، ولی شاخه سومبار به استثنای قسمت علیایی آن که از ایران سرچشمه می‌گیرد، در خاک ترکمنستان جاری است. این دو رودخانه در محل چات به همدیگر متصل شده و از این محل به بعد رودخانه اترک، مرز مشترک دو کشور ایران و ترکمنستان را تشکیل می‌دهد. سد چایلی بر روی رودخانه اترک داخلی در ۲۵ کیلومتری مراوه تپه قرار دارد.
رود اترک، از نظر مساحتی پنجمین رود بزرگ ایران به‌شمار می‌آید که براساس قرداد آخال بخشی از این رود در ناحیه چات، در سال ۱۸۸۱ میلادی، مرز رسمی ایران و اتحادیه شوروی در آن زمان شد و در سال ۱۹۲۶ میلادی به موجب قراردادی مقرر شد حداقل ۵۰٪ این رود وارد خاک ترکمنستان شود.
از مهم‌ترین شعبه‌های رودخانه اترک‌می توان به رودخانه‌های کال ایمانی، اینچه، گرماب، خرتوت، چندیر، آجی سو، قره یتیم، کال قره قچان، کلوقرب، نحیب، آق بند و ماسن اشاره کرد.

## تصاویر
.